# King Animal
King Animal é o sexto álbum de estúdio e último da banda de rock estado-unidense Soundgarden. Lançado em 12 de Novembro de 2012 pela Republic Records. Foi produzido pela banda e pelo produtor Adam Kasper. O álbum é o primeiro da banda em 16 anos.

## Faixas
Todas as letras escritas por Chris Cornell, exceto onde anotado. 
| N.º | Título                      | Letras              | Música                         | Duração |  |
| 1.  | "Been Away Too Long"        |                     | Cornell, Ben Shepherd          | 3:36    |  |
| 2.  | "Non-State Actor"           | Kim Thayil, Cornell | Shepherd                       | 3:57    |  |
| 3.  | "By Crooked Steps"          |                     | Matt Cameron, Shepherd, Thayil | 4:00    |  |
| 4.  | "A Thousand Days Before"    |                     | Thayil                         | 4:23    |  |
| 5.  | "Blood on the Valley Floor" |                     | Thayil                         | 3:48    |  |
| 6.  | "Bones of Birds"            |                     | Cornell                        | 4:22    |  |
| 7.  | "Taree"                     |                     | Shepherd                       | 3:38    |  |
| 8.  | "Attrition"                 | Shepherd            | Shepherd                       | 2:52    |  |
| 9.  | "Black Saturday"            |                     | Cornell                        | 3:29    |  |
| 10. | "Halfway There"             |                     | Cornell                        | 3:16    |  |
| 11. | "Worse Dreams"              |                     | Cornell                        | 4:53    |  |
| 12. | "Eyelid's Mouth"            |                     | Cameron                        | 4:39    |  |
| 13. | "Rowing"                    |                     | Shepherd, Cornell              | 5:08    |  |